# Van Autenboerfjellet
Das Van Autenboerfjellet ist ein 2142 m hoher Nunatak im ostantarktischen Königin-Maud-Land. In der Sør Rondane ragt er östlichvdes Tussebreen auf.
Wissenschaftler des Norwegischen Polarinstituts benannten ihn 1973. Namensgeber ist der belgische Geologe Tony Van Autenboer, Teilnehmer an drei belgischen Antarktisexpeditionen zwischen 1957 und 1961 sowie Leiter einer belgisch-niederländischen Antarktisexpedition Mitte der 1960er Jahre.